# Sound of Our Hearts
«Sound of Our Hearts» — пісня угорського гурту «Compact Disco», з якою він представлятиме Угорщину на пісенному конкурсі Євробачення 2012 в Баку. За результатами першого півфіналу, який відбувся 22 травня 2012 року, композиція пройшла до фіналу.

## Чарти
| Чарт                      | Найвища позиція |
| ------------------------- | --------------- |
| Угорщина (Rádiós Top 40)  | 2               |
| Угорщина (Singles Top 10) | 5               |